# Joseph Mazzello
Joseph Mazzello, född 21 september 1983 i Rhinebeck, New York, USA är en amerikansk skådespelare. Han har medverkat i bland annat Jurassic Park (1993), The Pacific (2010), Social Network (2010) och Bohemian Rhapsody (2018).

## Filmografi i urval
- 1992 – Radio Flyer
- 1993 – Jurassic Park
- 1993 – Shadowlands
- 1994 – River Wild
- 1995 – En oförglömlig sommar
- 1995 – Den förlorade sonen
- 1995 – Tre önskningar
- 1997 – The Lost World: Jurassic Park
- 1998 – Ett litet mirakel – Simon Birch
- 2004 – Helens små underverk
- 2010 – The Pacific (TV-serie)
- 2010 – Social Network
- 2013 – G.I. Joe: Retaliation
- 2018 – Bohemian Rhapsody